# La lluvia amarilla
La lluvia amarilla es una novela del escritor español Julio Llamazares, publicada en 1988. Es el monólogo del último habitante de Ainielle, un pueblo abandonado del Pirineo aragonés.
Entre la «lluvia amarilla» de las hojas del otoño, que se equipara al fluir del tiempo y la memoria, o en la blancura alucinante de la nieve, la voz del narrador, a las puertas de la muerte, nos evoca a otros habitantes desaparecidos del pueblo, que lo abandonaron o murieron, y nos enfrenta a los extravíos de su mente y a las discontinuidades de su percepción en el villorrio fantasma del que se ha enseñoreado la soledad. En esta novela, Llamazares vuelve a hacer uso de un léxico vivo, preciso y genuino para crear un clima poético y un universo muy personal.
La novela es una narración poética que nos hace reflexionar, no solo sobre el tema central del libro (el abandono de los pueblos del Pirineo), sino también sobre la soledad, el tiempo, la muerte, la cordura y la locura. Sin embargo resulta difícil de creer que el personaje protagonista, Andrés un pastor de Ainielle, pudiera hablar y manejar el lenguaje tan magistralmente como se muestra en el libro (recordemos que Ainielle se sitúa en una zona de predominio histórico del aragonés), escrito en primera persona.